# Хидистави
Хидистави (на грузински: ხიდისთავი) е село в област Гурия, югозападна Грузия. Населението му е около 303 души (2014).
Разположено е на 230 метра надморска височина в южния край на Колхидската низина, на 7 километра южно от Чохатаури и на 51 километра югозападно от Кутаиси.

## Известни личности
Родени в Хидистави
- Ана Каландадзе (1924 – 2008), поетеса